# Kivi Haastův
Kivi Haastův (Apteryx haastii, maorsky roroa či roa) je nelétavý noční pták z rodu kiviů, který se endemitně vyskytuje pouze na Jižním ostrově Nového Zélandu. Jedná se o největšího zástupce kiviů. Jeho celková populace se odhaduje na 15 000 jedinců.
Měří 45–50 cm. Samec váží až 3 kg, samice může vážit až 4,3 kg. Peří na hlavě, krku a břichu je šedé, zbytek těla je většinou kaštanový až žluto-hnědý. Od hlavy dolů má tmavé nepravidelné pruhování. Kiviho zobák je 80–130 mm dlouhý. Na jeho konci se nachází nosní dírky a senzory na vnímání vibrací, které mu pomáhají lokalizovat potravu. Zobák používá jako jakousi sondu, kterou zapichuje do země při hledání bezobratlých živočichů jako jsou žížaly a larvy. Je monogamní a žije v dlouholetých svazcích, i když rozchody mezi partnery se dějí. Snůšku tvoří pouze jedno velké vejce, které představuje zhruba 20 % váhy samice. Inkubační doba trvá okolo 70 dní, pár se v sezení na vejci střídá.
Kivi tráví většinu času na svém teritoriu, které dokáže agresivně bránit pomocí silných nohou s ostrými drápy. Své teritorium dává najevo hlasitým křikem, který je nejvýraznější 2–3 hodiny po západu slunce. Žije převážně ve výše položených vlhkých pabukových lesích, které představují nehostinné prostředí pro introdukované predátory, především hranostaje. Díky tomu je populace kiviho Haastova relativně stabilní. Světová asociace ochranářských organizací BirdLife International hodnotí kiviho jako zranitelný taxon. Maorové považují kiviho Haastova za taongu („posvátný klenot“), ke kterému mají emoční, spirituální a historické pouto.

## Nomenklatura

### Historie objevu
V polovině 19. století byly popsány 3 druhy kiviů: kivi hnědý (Bartlett, 1851), kivi jižní (Shaw, 1813) a kivi Owenův (Gould, 1847). Britští a novozélandští ornitologové však zaznamenávali zkazky od Maorů a cestovatelů, že někde na západním pobřeží Jižního ostrova žije „gigantický“ kivi, který je vysoký „nejméně 3 stopy” a „velký jako krocan”. Francouzský ornitolog Jules Verreaux pouze na základě těchto nepřímých svědectví přiřadil dosud odborně nepopsanému druhu bionické jméno Apteryx maxima. Maxima je gramatický tvar latinského maximus, což znamená „největší”.
V létě 1870–1871 získalo museum Canterbury v Christchurchi kůže dvou kiviů, ze kterých bylo patrné, že by se mohlo jednat o nový druh. Ředitelem muzea byl tehdy Julius von Haast, který pověřil popisem kůží svého dobrého přítele a mecenáše muzea Thomase Pottse. Potts v roce 1872 publikoval článek, ve kterém kůže podrobně popsal a klasifikoval je jako nový druh, který nazval na počest svého přítele Apteryx haastii – kivi Haastův. Pojmenování Apteryx maxima bylo v souladu s názorem Waltera Bullera rezervováno pro onen obří, dosud neobjevený druh ještě většího kiviho. Časem se ukázalo, že tento velký kivi a kivi Haastův je tentýž druh. Možná proto, že odborná veřejnost byla v očekávání objevu mnohem většího jedince, dostalo se objevu kiviho Haastova jen malé odezvy.
Jednalo se o první druh kiviho, který byl popsán na Novém Zélandu. Předchozí tři druhy byly popsány v Anglii.
V roce 1875 australsko-německý botanik Ferdinand von Mueller poslal dva živé jedince z Melbourne do Velké Británie. Jeden z nich po cestě zemřel, druhý se přidal k existující skupině kiviů jižních a kiviů Owenových v zahradách Zoologické společnosti v Londýně. Není úplně jasné, jak se kivi Haastovi k Muellerovi dostali – je možné, že mu je poslal sám Julius Haast.

### Evoluční vývoj
Základní fylogeneze kiviů

|  | kivi Owenův  |
|  |              |
|  | kivi Haastův |
|  |              |

|  | \| \| kivi okaritský \| \| \| \| \| \| kivi hnědý \| \| \| \| |
|  |                                                               |
|  | kivi jižní                                                    |
|  |                                                               |
|  | kivi okaritský                                                |
|  |                                                               |
|  | kivi hnědý                                                    |
|  |                                                               |

|  | kivi okaritský |
|  |                |
|  | kivi hnědý     |
|  |                |

|  | \| \| kivi okaritský \| \| \| \| \| \| kivi hnědý \| \| \| \| |
|  |                                                               |
|  | kivi jižní                                                    |
|  |                                                               |
|  | kivi okaritský                                                |
|  |                                                               |
|  | kivi hnědý                                                    |
|  |                                                               |

|  | kivi okaritský |
|  |                |
|  | kivi hnědý     |
|  |                |

|  | kivi Owenův  |
|  |              |
|  | kivi Haastův |
|  |              |

|  | \| \| kivi okaritský \| \| \| \| \| \| kivi hnědý \| \| \| \| |
|  |                                                               |
|  | kivi jižní                                                    |
|  |                                                               |
|  | kivi okaritský                                                |
|  |                                                               |
|  | kivi hnědý                                                    |
|  |                                                               |

|  | kivi okaritský |
|  |                |
|  | kivi hnědý     |
|  |                |

|  | \| \| kivi okaritský \| \| \| \| \| \| kivi hnědý \| \| \| \| |
|  |                                                               |
|  | kivi jižní                                                    |
|  |                                                               |
|  | kivi okaritský                                                |
|  |                                                               |
|  | kivi hnědý                                                    |
|  |                                                               |

|  | kivi okaritský |
|  |                |
|  | kivi hnědý     |
|  |                |

Kivi Haastův se začal vydělovat jako samostatný druh zhruba před 5,8 miliony lety. Jeho nejbližším příbuzným je kiwi Owenův.
Kivi Haastův náleží do rodu kivi a monotypické čeledi kiviovití. Nejbližším příbuzným kiviovitých jsou gigantičtí ptáci z čeledi Aepyornithidae z Madagaskaru, dále australští emu a kasuárové. I když se původně předpokládalo, že kiviové jsou nejblíže příbuzní ptákům moa, moderní analýzy morfologie a DNA ukázaly pouze na vzdálenou příbuznost. Prapředek kiviů se vyvinul ještě v době, kdy byl Nový Zéland součástí Gondwany (asi před 82–85 miliony let).
Výsledky rozsáhlého výzkumu DNA pod vedením Paula Gardnera z University of Otago napovídají, že zatímco moa na Nový Zéland přiletěl a teprve poté přišel o schopnost létat, kiviové mohli být nelétaví už v době Gondwany a mohli tak na kontinent jednoduše přijít, i když přílet také nebyl vyloučen.
Maorský název kiviho Haastova je roroa či roa. Roa v maorštině znamená „vysoký” či „dlouhý” a odkazuje k velikosti kiviho.

## Popis

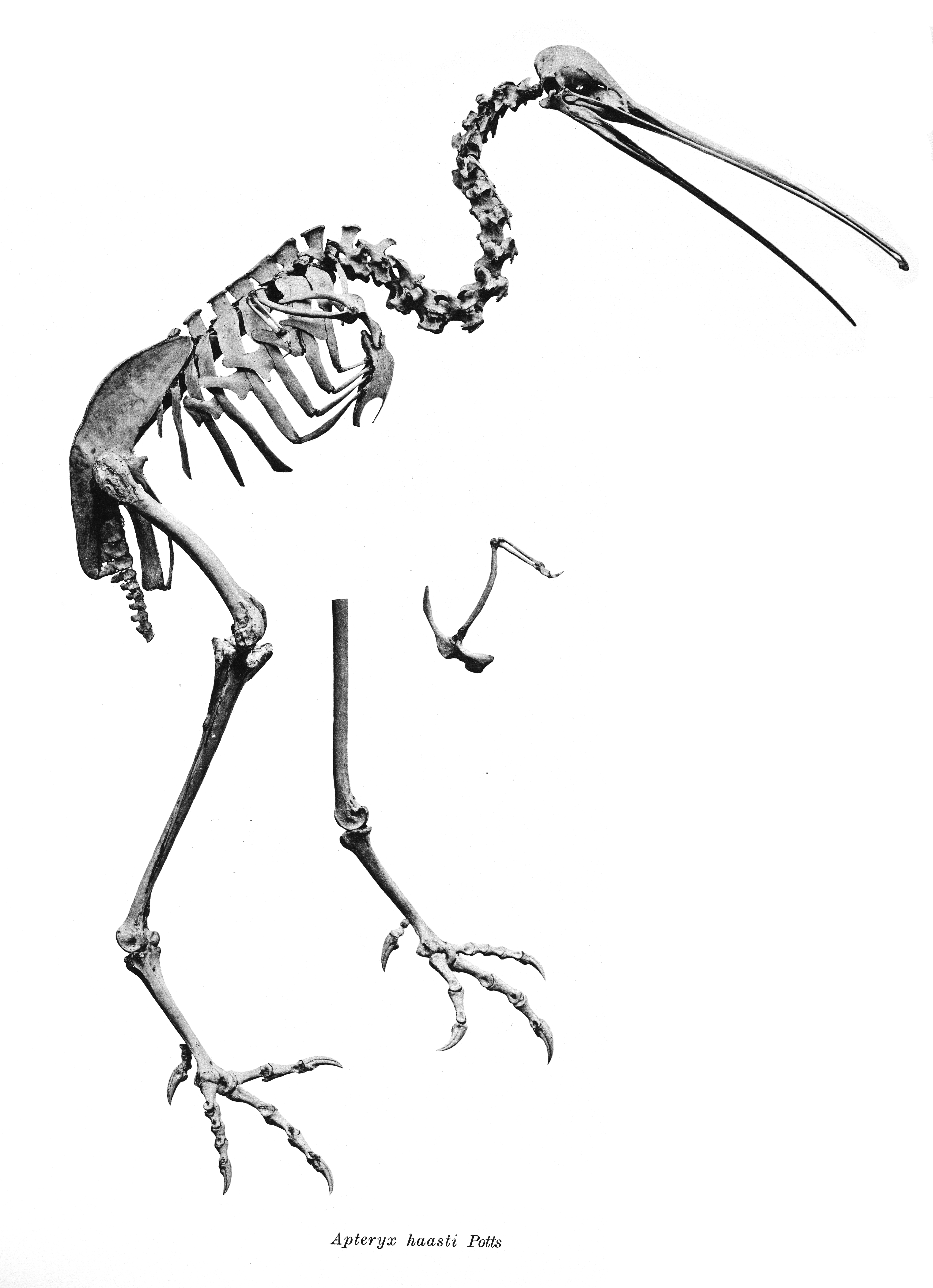
Kostra kiviho Haastova

Kivi Haastův je nelétavý pták. Jedná se o největšího zástupce kiviů. Měří 45–50 cm, samec váží průměrně 2,4 kg a samice 3,3 kg. Koncem podzimu, kdy dochází k vrcholnému období krmení, může samec vážit až 3 kg a samice až 4,3 kg. Tělo je hruškovitého tvaru s pozůstatky křídel schovanými pod jemným peřím, které spíše připomíná srst. Hlava je úzká, ocas úplně chybí. U kořene zobáku vyrůstají hmatové vousy (vibrisy). Slonovinový zobák je hladký a mírně zahnutý. Jeho délka je 85–130 mm, na jeho konci se nachází nenápadné nosní dírky. Kiviové jsou jediní ptáci na světě, kteří mají nosní dírky na konci zobáku.
Peří na hlavě a krku je tmavě šedé. Pod okem se nachází malá tmavá skvrna. Duhovka je černá. Přední část těla je většinou světle šedá, zadní část je kaštanová až žluto hnědá. Od hlavy dolů má nepravidelné šedo-hnědé pruhy. Mezi nohama přechází barva peří ze šedé do žluto-hněda. Byli pozorováni jedinci, kterým chybělo pruhování a peří mělo šedou či zrzavou barvu. Nohy a prsty jsou tmavě hnědé, u některých jedinců spíše krémově bílé. Zbarvení drápů se liší – bývá bílé, šedé až černé a může se u místních populací lišit.
Pohlavní dimorfismus je nevýrazný. Samice je oproti samci o něco těžší a její zobák je o 20–40 mm delší. Juvenilní jedinci jsou prvních zhruba 20 měsíců výrazně menší než dospělí. Vedle velikosti se liší i zbarvením pruhů ve vrchních partiích, které jsou šedo-žluté a ne kaštanové jako u dospělých jedinců.
Kivi má velice dobrý sluch a čich.

### Záměna
Kivi Haastův je podobný kivimu hnědému, avšak oproti němu má kratší zobák a nepravidelné pruhování. Je podobný též kivimu Owenovu, avšak kivi Haastův je větší se světlejším peřím. Juvenilní jedinci kiviho Haastova a kiviho Owenova jsou v terénu prakticky k nerozeznání. Co se týče hlasového projevu kiviho Haastova, vedle ostatních kiviů může být zaměnitelný s křikem chřástala weky.

## Ekologie a chování
Kiviové tráví celý den ve svých norách. Začnou vylézat až zhruba půl hodiny po západu slunce, kdy ještě nenastala úplná tma. V této době dochází k prvním hlasitým hlasovým projevům. Kiviové po se po vylezení z nory protáhnou a začnou hledat potravu. Při pohybu lesem jsou velmi tiší a dokáží během noci urazit až tříkilometrovou vzdálenost. Vylézají v podstatě za každého počasí včetně bouřkových a větrných nocí, kdy většina ostatních nočních ptáků zůstává skryta. Za svítání se stahují zpět do svých nor. V létě během krátkých nocí to bývá o něco později, zhruba jednu hodinu po východu slunce.

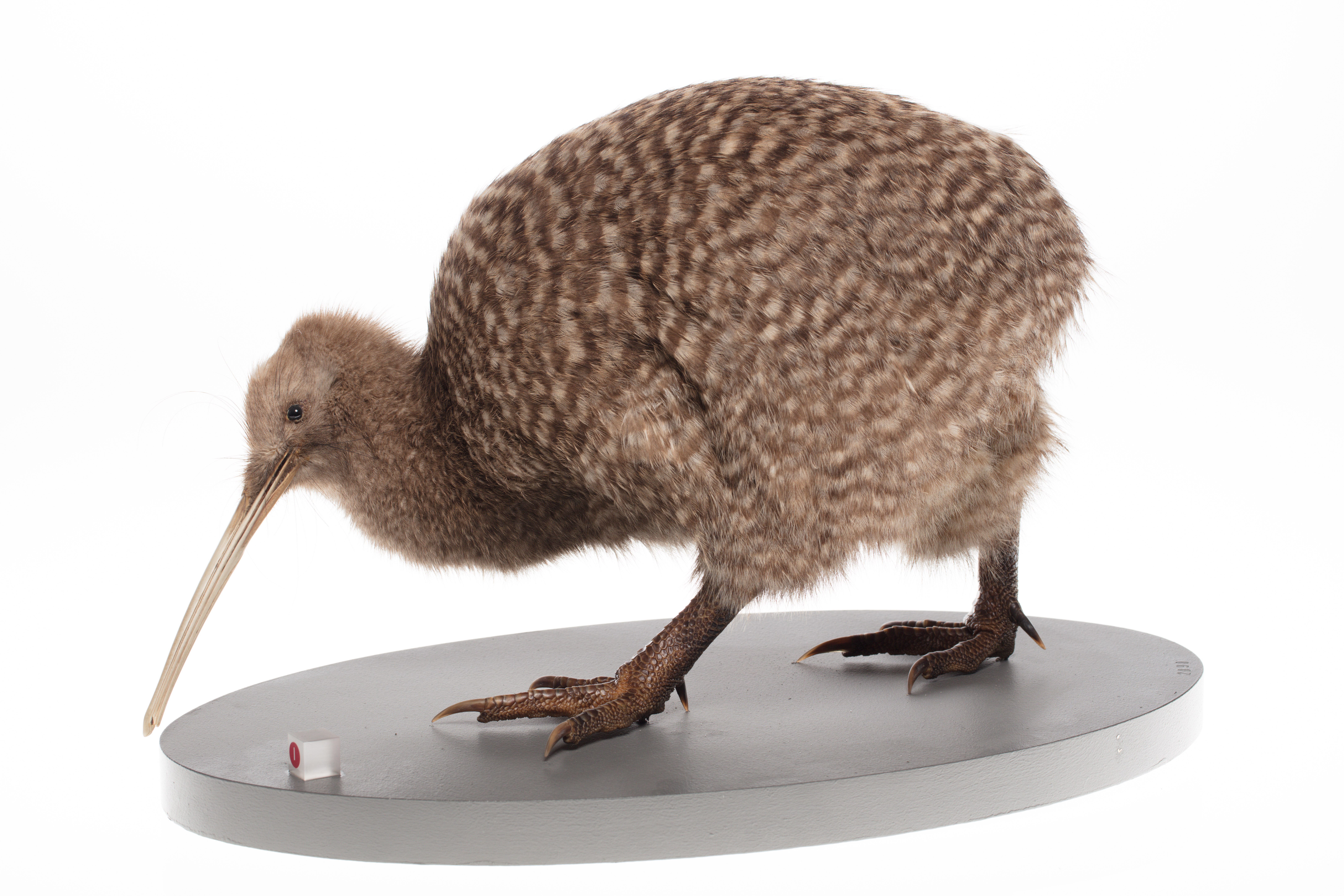
Vycpaný kivi ze sbírky aucklandského muzea

### Teritorium a nory
Podobně jako ostatní kiviové, i kivi Haastův je silně teritoriální pták. Zaznamenaná teritoria měla rozlohu 8–100 hektarů, nejčastěji kolem 25. Své teritorium je připraven agresivně bránit proti vetřelcům, zejména proti samcům z vlastního rodu. K bojům o teritoria dochází zřídka, avšak pokud k nim dojde, samci bránícímu své teritorium se zjihne peří, samec sklopí zobák a se vší silou se rozběhne proti vetřelci. Byl zaznamenán případ, kdy kivi zaútočil na jiného kiviho svými silnými drápy takovou silou, že mu rozsápal kůži a způsobil vážná zranění, kterým napadený kivi za několik hodin podlehl.
Hřaduje v norách, které jsou nejčastěji pod kořeny stromů nebo pod hustou vegetací, občas v dutých kmenech spadlých stromů. Příležitostně si dokáže noru vyhloubit i sám. Nory jsou většinou okolo jednoho metru široké a půl metru vysoké s několika vchody. Kivi si dovnitř nanese mech a trávu, které tvoří tenkou přírodní podložku pro spaní a hřadování. Na svém teritoriu mívá až stovku nor, které každý den střídá. Pokud má partnera, kolem 40 % nocí tráví s ním.

### Hlasový projev
Kiviové mají nejvýraznější a nejhlasitější hlasový projev ze všech běžců. Kivi Haastův je zvláště hlučný druh kiviho. Julius von Haast o jeho hlučnosti prohlásil, že porovnávat hlasitost kiviho Haastova s kivi hnědým je jako porovnávat „hlas silného muže s dětským nářkem”. V bezvětří lze volání kiviho slyšet na kilometry daleko.
K hlasovému projevu dochází v noci, nejčastěji 2–3 hodiny po západu slunce. Kivi se projevuje typicky 5–20× za noc. Svým voláním dává najevo své teritorium a volání používá i ke komunikaci se svým partnerem.

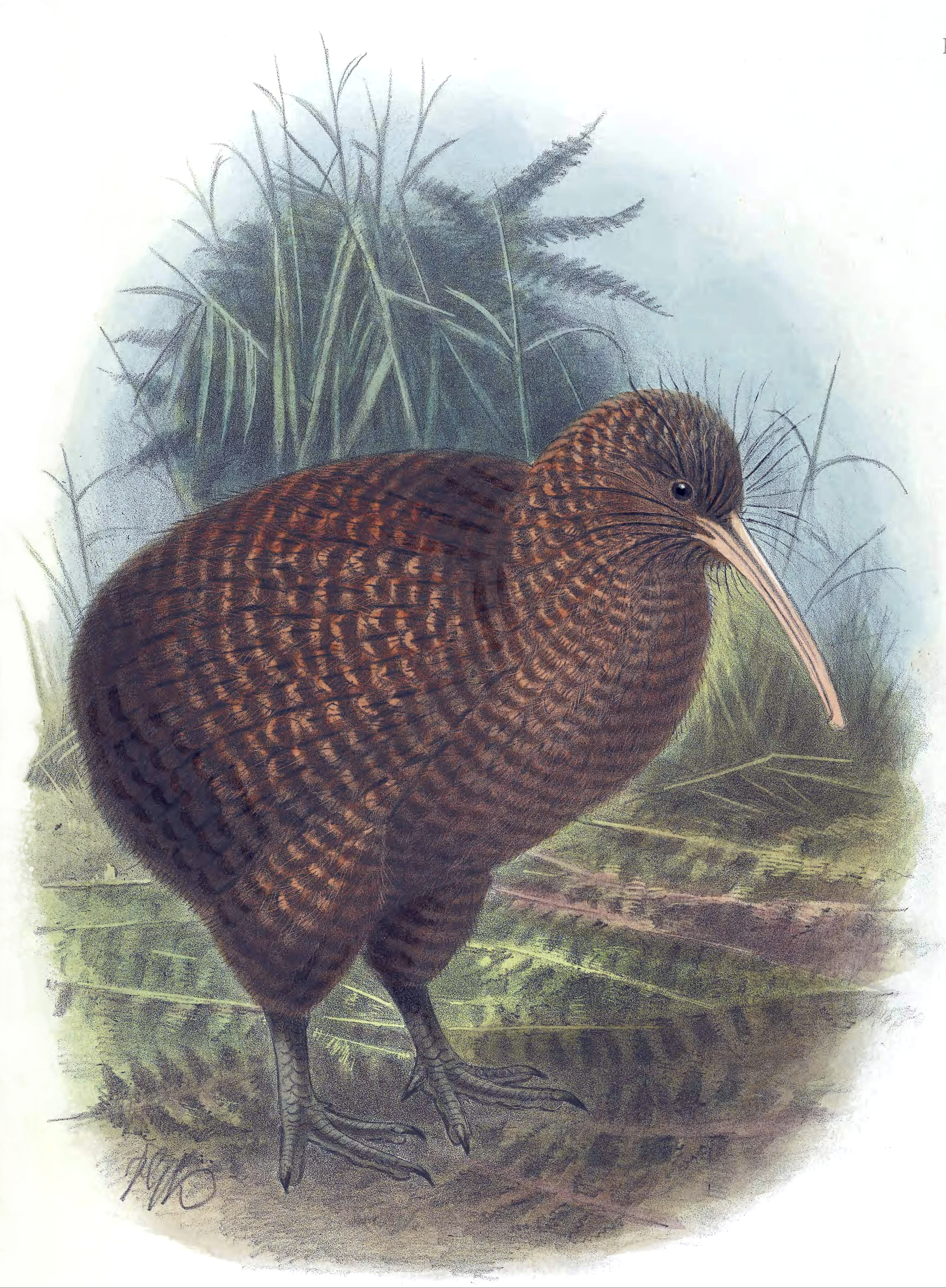
Malba kiviho z dílny Johna Gerrarda Keulemana

Vokální projev samce a samice mají stejnou délku a mají podobný počet slabik. Slabiky se však liší v závislosti na pohlaví. U samce jsou delší a výše položené, u samice jsou charakteristické hlubšími tóny a mají větší šířku pásma. Podobný pohlavní dimorfismus hlasového projevu byl zaznamenán i u kiviho Owenova a kiviho hnědého.

### Rozmnožování
Kivi Haastův žije monogamně v dlouholetých svazcích, i když rozchody partnerů nejsou výjimkou. Pokud jeden z partnerů zemře, zbývající jedinec si začne hledat nového partnera.
Podobně jako ostatní kiviové, kivi Haastův klade jedno extrémně velké vejce, které představuje kolem 20 % váhy samice. Proces tvorby vejce se však oproti ostatním kiviům značně liší. Zatímco samice kiviho hnědého a kiviho Owenova je nejtěžší koncem zimy, kdy dochází ke kladení vejce, samice kiviho Haastova je nejtěžší koncem podzimu, kdy vrcholí období krmení. Kiviové Haastovi většinou žijí ve vysokých nadmořských výškách, kde je v zimě nedostatek potravy a samice přes zimu ztratí až čtvrtinu své váhy. V době kladení vejce je tak už poměrně chudá a slabá, avšak dokáže efektivně zmobilizovat zbytek svých sil a naklást jedno jediné vejce. Pokud inkubace vejce selže nebo ho napadne predátor, nedochází k další snůšce až do příštího pářícího období. V tom se kivi Haastův liší např. od kiviho hnědého, který dokáže naklást až pět vajec během jednoho pářícího období. Pokud samice kiviho Haastova nemá na podzim dostatek potravy, koncem zimy nedochází ke kladení vejce.
Bílé vejce o rozměrech 124×77 mm je kladeno od července do prosince do jedné z kiviho nor, občas do husté vegetace. Samec sedí na vejci přes den a zhruba polovinu noci, zbytek noci inkubuje samice. Inkubační doba trvá kolem 70 dní. Mládě se rodí opeřené. Mláďata jsou krátce po narození plně samostatná, tzn. začnou chodit a obstarávat si potravu sama. V prvních letech zůstávají v blízkosti svých rodičů, se kterými občas hřadují. S přibývajícím věkem s nimi hřadují čím dál tím méně a jejich nory se vzdalují od teritoria rodičů. Není úplně jasné, kdy mladí jedinci plně opouští natální teritoria, patrně to je po 4 a půl letech od narození nebo ještě později. Mohou se dožít zhruba 50 let.

### Potrava

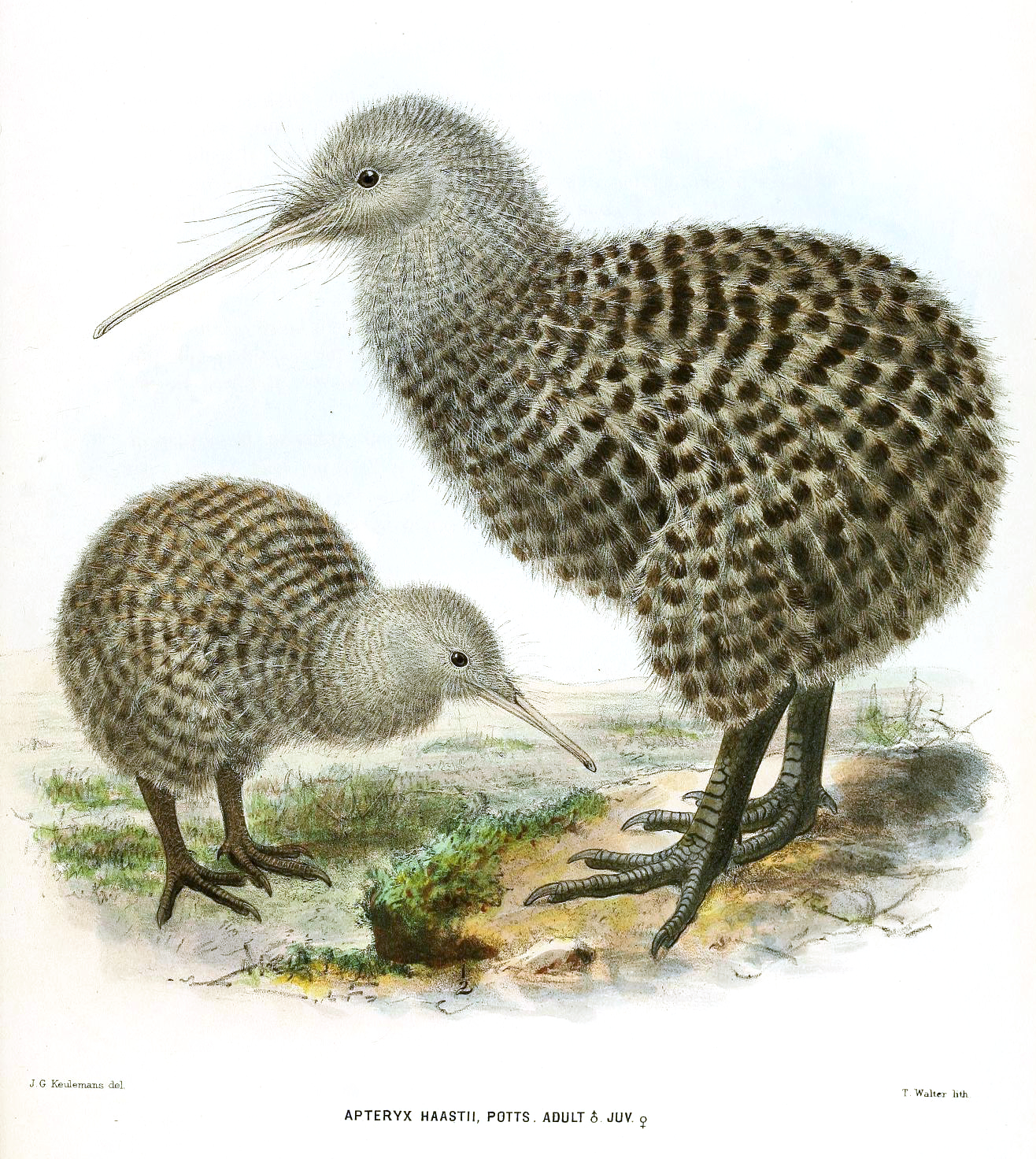
Nedospělý a dospělý jedinec (Keulemans, 1876)

Živí se zejména bezobratlými živočichy, ovocem a rostlinami. V zimě se jedná převážně o larvy brouků a žížaly, v létě pojídá i cvrčky, wety, stonožky, pavouky a slimáky. Potravu získává především ze země a z tlejících kmenů stromů. Občas sbírá i spadlé bobule. Když se při přívalových deštích rozvodní řeky a raci začnou vylézat na břeh, aby unikli silným proudům, kiviové s oblibou pojídají i je.
Hledání potravy probíhá tak, že kivi v přikrčené pozici pomalu vykračuje lesem. Neustále přitom zapichuje do země a tlejících stromů svůj dlouhý zobák. Ten používá jako jakousi sondu, kterou propichuje zem, dokud neucítí pach živočicha pomocí nosních dírek na konci zobáku. Jakmile lokalizuje svou oběť, opatrně ji zobákem vytáhne ze země a spolkne. Větší živočichy nejprve rozkouše a až poté pozře. Pokud má kivi problém vytáhnout tvora ze země, je schopen svým zobákem vyhrabat díru až 10 cm širokou a 15 cm hlubokou, aby se k němu dostal.
Počátkem 21. století podnítila ornitoložka Susan Cunningham výzkumy zobáků kiviů a jejich smyslu pro vibrace. Cuningham přišla na to, že kiviům pomáhá při lokaci potravy i další smysl, kterým je schopnost zaznamenávat i sebemenší vibrace způsobené pohybem hmyzu. Kivi vnímá tyto vibrace pomocí „senzorů” umístěných na konci zobáku. Je dokonce možné, že je tento smysl při lokaci potravy důležitější než čich. Podobný smysl byl popsán i u ptáků z čeledi slukovití. Ti jsou však jen vzdálenými příbuznými kiviů a nejspíše se jedná o příklad konvergentní evoluce.

## Rozšíření a populace
Původní areál rozšíření je poměrně složité určit. Historické zmínky o kivim Haastovu jsou sporadické a z těch existujících není zcela jasné, o jaký druh kiviho se jednalo. Fosilní nálezy, které by mohly pomoci určit původní rozšíření kiviů, nebyly podrobně zkoumány. Nicméně z koster je stejně složité určit, zda se jedná o kiviho Haastova nebo kiviho jižního, protože mezi kostrami obou druhů není podstatný rozdíl.

Mapa se zeleně vyznačeným rozšířením kiviů Haastových k roku 2020. Červená pruhovaná barva označuje předpokládané maximální rozšíření kiviů před příchodem Polynésanů (13. století)

Lze usuzovat, že kivi Haastův byl v minulosti rozšířen i v nížinatých oblastech severní části Západního pobřeží, v severozápadním Canterbury a v Tasmanu. Odhaduje se, že vymizel nejméně ze 30 % oblastí svého původního rozšíření, především z nížin. I tak představují kivi Haastovi populaci, která byla nejméně dotčená příchodem lidí na Nový Zéland. Ostatní kiviové zaznamenali po lidském osídleni mnohem drastičtější úbytky v rozšíření a např. kivi Owenův na obou hlavních ostrovech nedlouho po příchodu lidí úplně vyhynul.
Dnes se kivi Haastův vyskytuje hlavně ve vyšších polohách, izolované populace nižších poloh jsou spíše výjimkou. Obývá poměrně širokou škálu lesnatých, křovinatých i travnatých oblastí. Vedle vysoko položených vlhkých pabukových lesů to jsou hlavně podokarpové porosty středních výšek a občas i pobřežní trsnaté a křovinaté oblasti. Největší hustota výskytu kiviů bývá v podmáčených pabukových lesích pokrytých tlustými vrstvami mechů a lišejníků. Kiviové byli v minulosti spatřeni i při okrajích dobytkářských farem. Vyskytují se v nadmořských výškách do 1500 m n. m., nejčastěji mezi 700–1100 m n. m.
Kivi Haastovi jsou rozšířeni ve třech hlavních oblastech: v pohoří Paparoa, od severozápadu Nelsonu (zhruba od Heaphy Track) po severní hranici řeky Buller u Westportu, a v Jižních Alpách od řeky Hurunui po národní park Arthur's Pass. Malá populace kiviů Haastových se nachází i v národním parku Nelson Lakes.
Celková populace kiviů se k roku 2020 odhaduje na 15 000 jedinců.

## Ohrožení
Hlavní hrozby pro kivie Haastovy představují úbytek původních pralesů, motorová vozidla, predace ze strany introdukovaných hranostajů, psi a pasti na kusu liščí. Počet kiviů zabitých auty či vlaky je jen malý. Předpokládá se, že populace ve vyšších polohách je stabilní a populace v nížinách je na ústupu vlivem predace ze strany hranostajů. Předpokládaný úbytek celkové populace je 2 % ročně.
Kiviové Haastovi jsou oproti ostatním kiviům poměrné málo dotčení a v některých oblastech stále ještě hojně rozšíření. Oproti ostatním kiviům mají totiž dvě klíčové výhody:
1. Většina současné populace kiviů Haastových je v národních parcích (Paparoa, Kahurangi, Arthur's Pass, Nelson Lakes), kde je vegetace přísně chráněná a kde je zakázán vstup se psy (např. na Northlandu jsou psi největší hrozbou pro tamější kivi hnědé).
2. Vysoko položené podmáčené lesy, kde se vyskytuje největší část populace, představují pro predátory nehostinné prostředí.[20][48]

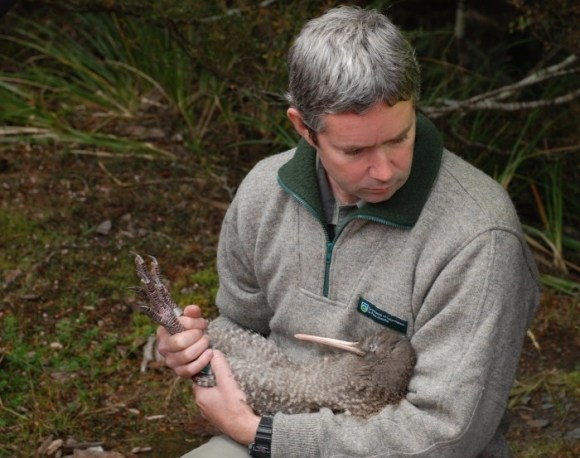
Pracovník Ministerstva památkové péče při vypouštění kiviho Haastova zpět do volné přírody (Kahurangi, 2016)

Kivi Haastovi si dosud vyžádali jen málo pozornosti ze strany vědců a ochránců přírody. Důvod je ten, že mají poměrně rozsáhlý areál rozšíření a populace ve vyšších polohách neklesá. Ochránci dosud věnovali pozornost především kritičtěji ohroženým druhům kiviů.
Potencionální hrozbu pro kivie Haastovy představuje také to, že se vyskytují pouze na novozélandské pevnině. Všechny ostatní druhy kiviů i většina dalších novozélandských endemitů (např. pokřovník alpínský či pištec žlutý) byly introdukovány na ostrovy bez predátorů, kde založili nové populace.

## Ochrana
Ministerstvo památkové péče klasifikuje populaci kiviho Haastova za národně zranitelnou, což je nejnižší stupeň tříbodové stupnice ohrožení. Jako zranitelného ho hodnotí i organizace BirdLife International.
Častým typem ochrany ptáků na Novém Zélandu bývá jejich reintrodukce do míst, kde předtím vyhynuli, případně přemístění části populace na menší ostrovy bez predátorů. V roce 1915 došlo k prvnímu pokusu o translokaci kiviů Haastových. 19 jedinců bylo převezeno na ostrov Little Barrier. Populace se však neuchytila. V létě 2004/2005 došlo k translokaci 10 kiviů k jezeru Rotoiti v národním parku Nelson Lakes. I přes občasné útoky psů se populaci daří docela dobře, k roku 2015 čítala 29 jedinců.

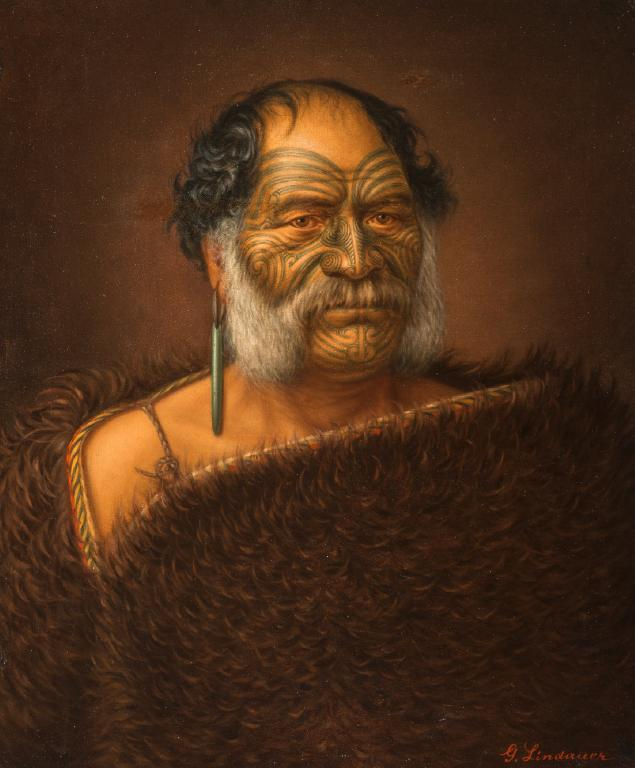
Maorský vůdce Hōri Kīngi Te Ānaua v kahukiwi, ceněném plášti vyrobeném z peří kiviů (malba Gottfrieda Lindauera; peří náleží nespecifikovanému druhu)

V letech 2018–2028 probíhá zotavovací program pro všechny kiviovité pod patronací Ministerstva památkové péče. Pro kivi Haastovy jsou jedním z hlavních cílů větší geografické rozšíření populace, plošná kontrola predátorů pomocí pesticidu 1080 a převrácení 2% ubývajícího populační trendu na 2% nárůst.
K roku 2020 je pod aktivním managementem kolem 12 % populace. Management zahrnuje především kontrolu predátorů pomocí pastí a pesticidu 1080. V menší míře se jedná i o management populace pomocí programu NestEgg. Princip programu spočívá v tom, že se kiviho vejce vyjme z hnízda, inkubuje v chovném zařízení a juvenilní jedinec se vypustí zpět do přírody. Nicméně i když je tato taktika výborná na podporu populace u jiných ptáků (např. kachny měkkozobé), u kiviho Haastova se ukázala jako neefektivní.
U místních populací, kde dochází k aktivnímu managementu, byl zaznamenán meziroční 7% populační nárůst.

## Vztah k lidem
Kiviho je velmi těžké spatřit a je „mnohem častěji slyšen než viděn”. Důvody jsou ty, že kivi je aktivní hlavně v noci, je poměrně plachý a jeho biotop je většině lidem těžko přístupný. Spíše se tak lidé setkávají pouze se znaky přítomnosti kiviho jako je peří, stopy v bahně nebo jeho noční křik. Následkem extrémnějšího habitatu než u ostatních kiviů a relativní stabilností populace se jedná o nejméně studovaný druh kiviů.
Maorové cenili všechny druhy kiviů pro jejich jemné peří, které používali k výrobě plášťů zvaných kahukiwi či kakuhu. Nicméně podle analýzy 849 vzorků peří ze 109 kakuhu patřilo 99 % peří kivimu hnědému, 2 vzorky kivi Owenovu a žádný vzorek nepatřil kivimu Haastovu. Maorové považují kivie za taongu, čili „posvátný klenot“, ke kterému chovají emoční, sociální a historické pouto. V zákonu Vyrovnání pohledávek mezi Britskou korunou a kmenem Ngāi Tahu z roku 1998 byl tento speciální vztah legislativně vyjádřen (Ngāi Tahu Claims Settlement Act 1998, příloha 97). V praxi to znamená hlavně větší důraz na ochranu kiviů ze strany britské koruny a konzultace místních kmenů (iwi) při plánování managementu ochrany.